# Bébé Atalaku
Faustin Mangituka Ntaminimo, connu professionnellement sous le nom de Bébé Atalaku est un compositeur et musicien congolais né le 7 juillet 1962. Il a apporté une contribution significative à la musique congolaise, aux côtés de Nono Monzuluku notamment à travers son rôle d'atalaku dans le groupe influent Zaïko Langa Langa.
Bébé Atalaku est né en 1962 à Kinshasa, d'une famille d'ethnie Humbu. Son frère aîné est Ditutala Mbuesa. Ils étaient tous deux membres du groupe folklorique Bana Odéon, basé dans la commune de Kintambo, aux côtés de Nono Monzuluku et du percussionniste Djerba Manzeku.
En août 1982, Bébé rejoint Zaïko Langa Langa avec son collègue Djerba Manzeku,. Son intégration au groupe a conduit à l'introduction des atalaku, appelés également animateurs, dans la rumba congolaise, un rôle dont il a été le pionnier avec Nono Monzuluku qui avait rejoint Zaïko Langa Langa un peu plus tôt que lui.